# Étienne Huet-Laval
Étienne Huet-Laval est un homme politique français né le 27 octobre 1757 à Sainte-Maure-de-Touraine (Indre-et-Loire) et décédé à une date inconnue.

## Biographie
Étienne Huet-Laval est le fils d'Étienne Huet, huissier, et de Marie Bonnodeau.
Notaire à Chinon, il est député d'Indre-et-Loire en 1815, pendant les Cent-Jours.

## Sources
- « Étienne Huet-Laval », dans Adolphe Robert et Gaston Cougny, Dictionnaire des parlementaires français, Edgar Bourloton, 1889-1891 [détail de l’édition]